# Roy Hay
Roy Hay (Southend-on-Sea, 12 agosto 1961) è un chitarrista, tastierista e compositore britannico.
È maggiormente noto come chitarrista e tastierista del gruppo new wave britannico dei Culture Club, di cui ha sempre costituito la più o meno riconosciuta mente musicale professionalmente più competente. Attivi tra 1982 e 1986, ufficialmente scioltisi una prima volta nel 1987 (anno di inizio della carriera solista del cantante, Boy George), e riformatisi nel periodo 1998-2002, per una serie di nuovi progetti (tra cui un nuovo album, un singolo numero 4 nel Regno Unito, un disco live e un lungo tour), i Culture Club comprendono anche Jon Moss alla batteria e alle percussioni, e Mikey Craig al basso.
Al di fuori dell'esperienza con il quartetto britannico, Roy Hay è stato anche leader e produttore di una band di scarso successo commerciale, chiamata This Way Up, da lui formata nel 1987.

## Biografia

### Prima dei Culture Club
Roy Ernest Hay nasce a Southend, il 12 agosto 1961, secondo figlio di una rispettabile famiglia di scaricatori di porto. "Il nome Ernest mi è stato dato per colpa di mia madre," confida, "che aveva un prozio di nome Ernest, e mi ha fatto soffrire fin da allora".
Dopo un periodo trascorso nelle vicinanze di Canvey, la famiglia si trasferisce nell'attuale residenza a Corringham, vicino a Basildon (il luogo d'origine dei Depeche Mode), nella contea dell'Essex, dove Roy vivrà fino al 1981.
Riceve un'educazione scolastica, frequentando una comprehensive school (scuola composita, con diverse sezioni) vicino a Basildon, apprezzando in particolar modo la matematica, le arti e la musica. "Sono sempre stato preso dalla musica, fin da quando mio padre mi costrinse a prendere delle lezioni di pianoforte, quando ero ancora un ragazzino".
Roy non è mai stato veramente un gran compratore di dischi. Ricorda, infatti: "Non uscivo per andare a comprare dieci dischi la settimana o cose del genere. Il primo disco che ho comprato, credo sia stato dei New Seekers, poi dei 10CC. E mi piacevano anche i Marmalade. Mio fratello maggiore era un fan del rock and roll e, per alcuni anni, ho attraversato anch'io questa fase. Ascoltavo gli Yes, i Genesis e i Led Zeppelin. Oggi li ascolto ancora, occasionalmente - è bello riascoltarli".
Scoprendo la chitarra all'età di 15 anni, Roy ne diventa un cultore per due anni. "Sai, imparando tutti gli assoli e cercando di battere tutti gli altri chitarristi della zona", precisa.
Abbandona la scuola a 16 anni, senza ancora avere un'idea ben definita riguardo a quello che avrebbe voluto fare. Non desiderando proseguire gli studi né frequentare l'università, intraprende così l'unica alternativa apparentemente possibile: un lavoro in un ufficio di assicurazioni, a Londra. Qui, fa amicizia con un compagno di sventura, Keith Giddons, che risulterà fondamentale per l'incontro coi Culture Club, il futuro di Roy e della band.
Roy continua intanto a mantenere l'impegno musicale, passando di continuo dal pianoforte alla chitarra, incapace di scegliere tra i due strumenti (entrambi i quali, alla fine, già membro affermato dei Culture Club, imparerà a suonare alla perfezione). Facendosi prestare una batteria per costruire una base ritmica, realizza una serie di demo su cassetta, ispirati dal gruppo dei Joy Division, e con questo sistema impara molte cose sulla struttura delle canzoni e sulla musica in generale, tutte conoscenze che poi metterà a completa disposizione dei Culture Club, di cui costituirà sempre, nelle parole di Boy George, il "membro più musicale", quello che "pensa in termini di note e ottave".
Nel giugno del 1981, incontra Alison Green al Crocs, un locale notturno di Rayleigh, di cui si innamora (e che qualche tempo dopo sposerà), diventando allo stesso tempo chitarrista nei Russian Bouquet, il gruppo del fratello di lei.
Un giorno, Keith, l'amico londinese di Roy, incontra allo Street Theatre di Londra il futuro leader dei Culture Club, allora semplicemente George O'Dowd. O'Dowd era in realtà già stato «Lieutenant Lush» all'interno del gruppo dei Bow Wow Wow, chiamato (dal manager Malcolm McLaren) ad affiancare alle voci la cantante Annabella Lwin, con la quale era entrato sùbito in contrasto, accusato di averle rubato la scena. Quest'accusa, in séguito, gli verrà mossa da più parti, e in particolar modo proprio da Roy e dalla consorte Alison.

### I Culture Club
George, dopo l'esperienza con i Bow Wow Wow, positiva in quanto ai riscontri da lui ottenuti da parte del pubblico e della critica, ha intanto ormai deciso di intraprendere la carriera musicale e, nel frattempo, ha già formato il suo proprio gruppo, che si chiama all'epoca «Sex Gang Children». Della band fanno già parte gli altri due terzi dei futuri Culture Club, il bassista Mikey Craig, cofondatore con George del nucleo originario, e il batterista Jon Moss, con cui, come accennato, George avrà un'importante storia d'amore gay, all'insaputa degli altri membri della band.
Quando George accenna a Keith che lui e la sua band, insoddisfatti della lentezza e presunta incapacità dell'allora quarto membro Suede (ancora ritratto nella primissima foto pubblicitaria del gruppo), sono alla ricerca di un nuovo chitarrista, Keith replica prontamente, facendo il nome di Roy Hayy.
Con i Culture Club suona nel 1982-1986, e di nuovo nel 1998-2002. Né il chitarrista/tastierista né il cantante hanno aderito alla proposta degli altri due membri di riformare il quartetto, nel 2006. Questo ha portato Craig e Moss ad arruolare per l'occasione Phil Pickett (già tastierista supplementare dei Culture Club e coautore della multi-Numero Uno Karma Chameleon), al posto di Roy, e un altro cantante dallo stile pronunciatamente androgino, Sam Butcher, al suo debutto discografico. Il progetto non è finora andato oltre il concerto di presentazione. Secondo alcuni, il tour sarebbe stato rinviato per dare modo alla nuova formazione di realizzare un album di inediti, ma pare invece che Jon Moss abbia deciso di abbandonare il progetto, forse a causa delle pesanti reazioni negative degli altri due componenti originari, soprattutto George.

### Dopo i Culture Club
Al di fuori della band, Roy Hay ha collaborato anche con altri artisti, scrivendo, suonando e producendo canzoni, in particolare per la più nota corista della band, Helen Terry, assieme allo stesso George. Con quest'ultimo realizzerà anche i due noti brani inseriti nella colonna sonora del film Electric Dreams (distribuito dalla Virgin), Love Is Love (singolo di successo, specialmente in Giappone, ma anche in Italia, dove la band verrà letteralmente assediata, prima dell'esibizione alla manifestazione estiva Un disco per l'estate, svoltasi a Saint Vincent, nel 1984, dove le note di Love Is Love non partiranno prima dei titoli di coda, a causa dei disordini pubblici creatisi per l'isterico entusiasmo) e The Dream (contenuta per intero nel film, con tanto di videoclip completo annesso), entrambe accreditate però anche a Craig e a Moss, nonostante la loro assenza in sede di composizione. Oltre ad aver scritto e prodotto, di nuovo assieme a George, parecchi brani, più o meno noti, per la carriera solista del cantante, Roy ha anche dato vita, per un breve periodo, a un suo proprio progetto, il duo chiamato This Way Up, pubblicando, tutti nel 1987, l'album Feelin' Good About It, il singolo inedito Tell Me Why (Numero 72 nella classifica britannica dei singoli) e una cover del brano If I Can't Have You dei Bee Gees (che non entrò in classifica tra le prime 75).

## Discografia con i This Way Up

### Album
Feelin' Good About It

### Singoli
Tell Me Why
If I Can't Have You